# آنگارا ایرلاینز
آنگارا ایرلاینز (به انگلیسی: Angara Airlines) یک شرکت هواپیمایی با کد یاتا 2G است که در تاریخ ۲۰۰۰ میلادی تأسیس شده است.
دفتر مرکزی آنگارا ایرلاینز در ایرکوتسک، روسیه واقع شده‌است و قطب این شرکت هواپیمایی در فرودگاه بین‌المللی ایرکوتسک قرار دارد و به ۱۹ مقصد، پرواز مستقیم انجام می‌دهد.

## مقصدهای پروازی
بنا بر داده‌های دسامبر ۲۰۱۴ آنگارا ایرلاینز به مقصدهای زیر در سیبری و ناحیه فدرالی سیبری پرواز انجام می‌دهد:

### مقصدهای بین‌المللی
جمهوری آذربایجان
- لنکران - فرودگاه بین‌المللی لنکران

### مقصدهای داخلی
استان آمور
- بلاگووشچنسک – فرودگاه ایگناتیوا

 باشقیرستان
- اوفا – فرودگاه بین‌المللی اوفا[۲]

 بوریاتیا
- اولان‌اوده - فرودگاه اولان‌اوده (begins 1۹ ژوئن ۲۰۱۶)

 استان چلیابینسک
- چلیابینسک – فرودگاه چلیابینسک[۳]

 استان ایرکوتسک
- بودایبو – فرودگاه بودایبو
- براتسک – فرودگاه براتسک
- Erbogachen – فرودگاه اربوگاچن
- ایرکوتسک – فرودگاه بین‌المللی ایرکوتسک base
- کیرنسک – فرودگاه کیرنسک
- Mama – فرودگاه ماما
- اوست-کوت – فرودگاه اوست-کوت

 سرزمین کراسنودار
- کراسنودار - فرودگاه پاشکوفسکی
- سوچی - فرودگاه بین‌المللی سوچی

 سرزمین کراسنویارسک
- کراسنویارسک – فرودگاه یملیانو[۲]

 استان نووسیبیرسک
- نووسیبیرسک – فرودگاه تولمچوا

 جمهوری یاقوتستان
- لنسک – فرودگاه لنزک
- میرنی، یاقوتستان – فرودگاه میرنی
- اوداچنی – فرودگاه پولیارنی[۲]
- یاکوتسک – فرودگاه یاکوتسک

 تاتارستان
- قازان - فرودگاه بین‌المللی قازان

 استان تیومن
- ; خانتی-مانسی
  - نیژنوارتوفسک - فرودگاه نیژنوارتوفسک[۴]

 سرزمین زابایکالسکی
- Chara – فرودگاه چارا
- چیتا – فرودگاه کادالا